# نتیل‌مایسین
نتیل‌مایسین(به انگلیسی: Netilmicin) عضو خانواده آنتی‌بیوتیک‌های آمینوگلیکوزید است. این آنتی بیوتیک‌ها توانایی از بین بردن طیف گسترده‌ای از باکتری‌ها را دارند. نتیل‌مایسین از طریق روده جذب نمی‌شود و بنابراین فقط به روش تزریقی تجویز می‌شود. این ماده فقط در درمان عفونت‌های جدی به‌ویژه آنهایی که در برابر جنتامایسین مقاوم هستند استفاده می‌شود. 
این دارو در سال ۱۹۷۳ ثبت اختراع شد و در سال ۱۹۸۱ برای مصارف پزشکی تایید شد.